# Gran Ducat de Westarctica
El Gran Ducat de Westarctica és una micronació fundada l'any 2001, que reclama la Terra de Marie Byrd, en l'Antàrtida, confrontant amb el Territori Antàrtic Xilè i la Dependència Ross. Westarctica va ser creada per Travis McHenry, exmilitar nord-americà, i té com a objectiu principal promoure la conservació de l'Antàrtida, el respecte ambiental i la lluita contra el canvi climàtic.
Actualment funciona com una ONG que reuneix fons per a la conscienciació ambiental, rebent donatius.
Amb la seva seu central a la casa del seu governant, als EUA, també tenen oficines en altres països del món. A Espanya tenen una oficina a Nerja.